# Nigroperla costalis
Nigroperla costalis är en bäcksländeart som beskrevs av Joachim Illies 1964. Nigroperla costalis ingår i släktet Nigroperla och familjen jättebäcksländor. Inga underarter finns listade i Catalogue of Life.